# Гериланд (епископ Вердена)
Гериланд (Хериланд; лат. Herilandus; умер 11 июля 822) — епископ Вердена (не позднее 814—822).

## Биография
Основной средневековый нарративный источник о Гериланде — «Деяния верденских епископов». Та их часть, где повествуется о нём, была написана в 916 году каноником Бертарием. Из-за произошедшего незадолго до создания рукописи пожара большинство документов из епископского архива было уничтожено. Поэтому Бертарий сообщал о Гериланде только то, что смог узнать из списка глав Верденской епархии и устных преданий. Живший в XII веке хронист Гуго из Флавиньи использовал при создании своей хроники «Деяния верденских епископов», уточнив и дополнив его некоторыми фактами.
Согласно «Деяниям верденских епископов», Гериланд родился в Ахене. Благодаря ходатайству своего брата Захарии, очень ценившегося правителями Франкской империи, он получил епископскую кафедру в Вердене, став здесь преемником Анстранна. По утверждению Бертария, Гериланд управлял епархией 24 года. В то же время Гуго из Флавиньи писал только о семи годах нахождения того на кафедре. Скорее всего, недостоверны как утверждение Бертария, так и сведения из «Анналов Святого Витона Верденского», согласно которым Гериланд возглавил епархию в 800 году. Насколько соответствует истине свидетельство Гуго из Флавиньи, также точно не установлено. Однако оно ближе к действительности, потому что Анстранн, вероятно, умер в 811 году. Как бы то ни было, Гериланд должен был получить епископский сан не позднее 814 года. По крайней мере, к 22 марту этого года относится свидетельство из «Истории Реймсской церкви» Флодоарда, согласно которому Гериланд содействовал архиепископу Реймса Вульферу в рукоположении в сан епископа Фротария Тульского. Об участии епископа Вердена в синодах духовенства Франкской империи, на которых присутствовали другие суффраганы Трирской митрополии, не сообщается.
По утверждению Бертария, хотя Гериланд и был слаб здоровьем, он настойчиво пытался возвратить расхищенное при Петре имущество Верденской епархии. Из-за того епископ претерпел много обид от городской знати. Поэтому уже вскоре он должен был уехать для лечения в Ахен, где и умер. В «Верденских анналах» годом смерти Гериланда называется 822 год, а в одном из средневековых некрологов указана дата этого события — 11 июля. Тело епископа было перевезено в Верден и похоронено в церкви Святого Витона. Преемником Гериланда был Гильдуин.